# Hrabstwo Beaufort (Karolina Północna)
Hrabstwo Beaufort (ang. Beaufort County) – hrabstwo w stanie Karolina Północna w Stanach Zjednoczonych.

## Geografia
Według spisu z 2000 roku obszar całkowity hrabstwa obejmuje powierzchnię 959 mil2 (2483,8 km²), z czego 828 mil2 (2144,51 km²) stanowią lądy, a 131 mil2 (339,29 km²) stanowią wody. Według szacunków United States Census Bureau w roku 2012 miało 47 507 mieszkańców. Jego siedzibą administracyjną jest Washington.

### Miasta
- Aurora
- Bath
- Belhaven
- Chocowinity
- Pantego
- Washington
- Washington Park

### CDP
- Bayview
- Pinetown
- River Road

### Sąsiednie hrabstwa
- Hrabstwo Washington (północny wschód)
- Hrabstwo Hyde (wschód)
- Hrabstwo Pamlico (południowy wschód)
- Hrabstwo Craven (południowy zachód)
- Hrabstwo Pitt (zachód)
- Hrabstwo Martin (północny zachód)